# Sportcomplex Seminarie
Het Sportcomplex Seminarie is een voetbalstadion in Hoogstraten, België, dat plaats biedt aan 5.000 toeschouwers. De bespeler van het stadion is Hoogstraten VV, dat speelt in de Tweede afdeling.